# Cissus triternata
Cissus triternata är en vinväxtart som beskrevs av Friedrich Anton Wilhelm Miquel. Cissus triternata ingår i släktet Cissus och familjen vinväxter. Inga underarter finns listade i Catalogue of Life.